# Waldemar Kophamel
Waldemar Kophamel (Graudenz, 16 août 1880 — Plön, 4 novembre 1934) était un commandant allemand de U-boot dans la Kaiserliche Marine pendant la Première Guerre mondiale.

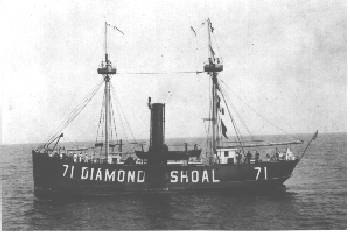
Le Diamond Shoal vers 1910.

Pendant sa carrière, en tant que commandant de l'U-35, de l'U-140 et de l'U-151, il a coulé 54 navires représentant 148 852 tonneaux. L'une de ses actions notables a été la destruction du bateau-phare Diamond Shoal (en) au large de la Caroline du Nord. Il a laissé le temps à l'équipage d'évacuer le navire avant de l'envoyer par le fond.

## Biographie
Kophamel rejoint la Kaiserliche Marine le 12 avril 1898 et commence sa formation militaire formé par le commandant Ehrlich sur le navire SMS Stosch.
Entre 1900 et 1901, Kophamel a assisté à des formations sur l'artillerie et l'utilisation de torpilles. Il a également reçu une formation d'infanterie.
Kophamel a été promu au grade de lieutenant en septembre 1901 sur le cuirassé SMS Kurfürst Friedrich Wilhelm.
En 1906, Kophamel prend part aux essais en mer du premier sous-marin de la Marine Impériale, l'U-1, sous le commandement du lieutenant Boehm-Bezing.
Entre 1907 et 1910, Kophamel a travaillé dans l'inspection navale, notamment sur l'U-2 et l'U-9. Kophamel atteint en 1908 le grade de Kapitänleutnant.
En 1910, Kophamel sert sur le cuirassé SMS Westfalen sous le commandement du capitaine Paul Behncke.
Entre 1911 et 1913, se préparant à devenir officier supérieur, Kophamel suis une formation à l'académie de marine de Kiel. Il servit ensuite sur le SMS Ostfriesland jusqu'en 1914.

## Première Guerre mondiale
Au commencement de la Première Guerre mondiale, Kophamel prend le commandement en octobre 1914 du sous-marin U-35 succédant à Lothar von Arnauld de la Perière. Kophamel commande l'U-35 jusqu'au 17 novembre 1915. Il effectua huit patrouilles en mer du Nord et en Méditerranée où il coula 35 navires pour un total de 89 192 tonneaux.
Entre 1915 et 1917, il prit le commandement de divers U-boot où il coula encore bon nombre de navires pour un total de 67 577 tonneaux.
Du 21 juillet 1917 au 26 décembre 1917, il prit le commandement du sous-marin U-151 à Kiel. Il coula avec ce sous-marin 12 navires ennemis pour un total de 29 048 tonneaux.
Le 29 décembre 1917, Kophamel reçut le prix de l'ordre Pour le Mérite.
En mars 1918, il reçut le commandement du sous-marin U-140, poste qu'il a occupé jusqu'à la fin de la guerre. De mars à novembre, il effectua une patrouille où il coula sept navires ennemis pour un ensemble de 30 612 tonneaux.
Pendant toute la durée de la guerre, il effectua dix patrouilles et coula 54 navires pour un total de 148 852 tonneaux.

## Après-guerre
En 1920, Kophamel prit le commandement du croiseur léger SMS Regensburg. Il a été démobilisé le 31 août 1920 avec le grade de Fregattenkapitän.
Waldemar Kophamel décéda le 4 novembre 1934 à Plön.

## Postérité
Un navire portant son nom, lancé le 15 mai 1939, servit pendant la Seconde Guerre mondiale et fut coulé le 18 décembre 1944 à Gdynia par des bombardiers britanniques.

## Prix et décorations
- Ordre de l'Aigle rouge de 4e classe (Prusse)
- Médaille de sauvetage (Prusse)
- Croix de fer (1914) de 1re et 2e classe
- Ordre de Hohenzollern
- Pour le Mérite
- Croix hanséatique de Hambourg
- Croix du Mérite militaire (Mecklembourg-Schwerin) de 1re classe